# Oud-Roosenburgh
Buitenplaats Oud-Roosenburgh, ook ‘’Het Viskaantje’’ en ‘’Meerlust’’ was een landgoed in de Watergraafsmeer bij Amsterdam. Het verdwenen buiten lag aan de zuidwestzijde van de Middenweg tussen Kruislaan en Zaaiersweg. De gronden werden later onderdeel van de Oosterbegraafplaats. 
In 1642 liet Govert Loten een huis bouwen op kavel 16 en noemde dat Het Vischkaantje.
In 1681 werd het buiten verkocht aan de Amsterdamse zijdefabrikant Jacob van Lennep (1631 - 1704) die de naam wijzigde in Meerlust. Later werd de buitenplaats eigendom van zijn dochter Ingena van Lennep en haar man Pieter Rutgers (1629-
1707). Nadat Rutgers in 1697 door keizer Leopold I in de adelstand werd verheven, als dank voor zijn moeite en geldelijke offers voor de Doopsgezinden in de Paltz, voegde hij de toevoeging 'van Rozenburg' bij zijn familienaam die werd tot Rutgers van Rozenburg. 
Na zijn overlijden werd de buitenplaats Roozenburg in 1729 gekocht door Jan van Eik. In 1763 werd het aan de noordwestkant van de Middenweg liggende deel van het buiten eigendom van Josina Hillegonda van Eik. Omdat zij tevens eigenares van Het Bakkersparadijs aan de zuidoostkant van de Middenweg werd ook dat Rozenburg genoemd.
In 1801 werd ‘Roosenburch’ aangekocht door Harmen de Vries en Roelof Gelke. Gelke richtte er na 1802 een theetuin in. Een Amsterdamse stalhouder begint een omnibusdienst van de Botermarkt (De Dam) naar Roosenburch. De uitspanning werd in het begin van de 19e eeuw Oud-Roosenburgh genoemd. Nadat in 1892 de inboedel was verkocht werd Rozenburg in 1893 voor een bedrag van ƒ 41.000,- verkocht aan de burgemeester van OuderAmstel, Mr. J.G. Kruimel. Het buiten werd door de burgemeester verhuurd aan de exploitant van de theetuin.
Toen de Amsterdamse Oosterbegraafplaats moest worden uitgebreid werd Oud-Rozenburg in 1914 aangekocht door de gemeente Amsterdam. Het huis werd toen afgebroken. Tot 1914 werd het veld achter Rozenburg gebruikt voor diverse doeleinden, zoals militaire oefenplaats, circusterrein en voetbalveld.
De waterval die in 1750 voor de buitenplaats werd vervaardigd is in in 1915 door August Janssen overgeplaatst naar zijn park, als Fontein van het Cantonspark in Baarn.

## Bewoners
- 1642 - Govert Loten
- 1681 - Jacob van Lennep
- - 1727 Ingena van Lennep x Pieter Rutgers
- 1729 - Jan van Eik
- > 1763 - Josina Hillegonda van Eik, echtgenote van Josua van der Poorten
- 1801 - Harmen de Vries en Roelof Gelke
- 1893 -  Mr. J.G. Kruimel, Burgemeester van OuderAmstel
- 1914 - gemeente Amsterdam